# Hubbard (Oregón)
Hubbard es una ciudad ubicada en el condado de Marion en el estado estadounidense de Oregón. En el año 2000 tenía una población de 2,483 habitantes y una densidad poblacional de 1,546.3 personas por km².

## Geografía
Hubbard se encuentra ubicada en las coordenadas 44°10′56″N 122°48′26″O / 44.18222, -122.80722.

## Demografía
Según la Oficina del Censo en 2000 los ingresos medios por hogar en la localidad eran de $38,850 y los ingresos medios por familia eran $42,552. Los hombres tenían unos ingresos medios de $32,731 frente a los $24,226 para las mujeres. La renta per cápita para la localidad era de $14,383. Alrededor del 14.8% de la población estaban por debajo del umbral de pobreza.